# Siriá
O siriá, ou dança do amor idílico, ou dança do siriá é uma dança brasileira originária do município de Cametá, localizado no estado do Pará. É considerada uma expressão de amor e de sedução para os indígenas e, de gratidão para os escravos africanos ante um acontecimento, considerado milagroso. O seu nome derivou-se de siri, influenciado pelo sotaque dos caboclos e escravos da região.
Do ponto de vista musical é uma variante do ritmo batuque africano, com alterações ocorridas com o tempo. Possui elementos semelhantes a dança do carimbó, porém com maiores e mais variadas evoluções, que obedecem os versos cantados.

## História
Os negros escravos trabalhavam nas lavouras com pouca alimentação e, apenas tinham descanso no final da tarde quando podiam pescar, a escuridão dificultava a caça na floresta. Mas a quantidade de peixe nas praias era insuficiente para satisfazer a fome de todos.
Certo anoitecer, durante o horário da pesca, apareceram na praia centenas de siris de forma extraordinária que saciaram a fome dos escravos. Este fato passou a se repetir com frequência. Os negros como forma de agradecimento criaram uma dança. Chamavam “cafezá” para plantação de café, “arrozá” para plantação de arroz, chamaram de “siriá” o local onde diariamente encontravam os siris.
O maior divulgador do Siriá é o maestro Joaquim Maria Dias de Castro, conhecido pelo apelido "Mestre Cupijó", que levou o ritmo das rodas dos terreiros nos quilombos e a dança, para os salões considerados nobres.